# Pontiac G5

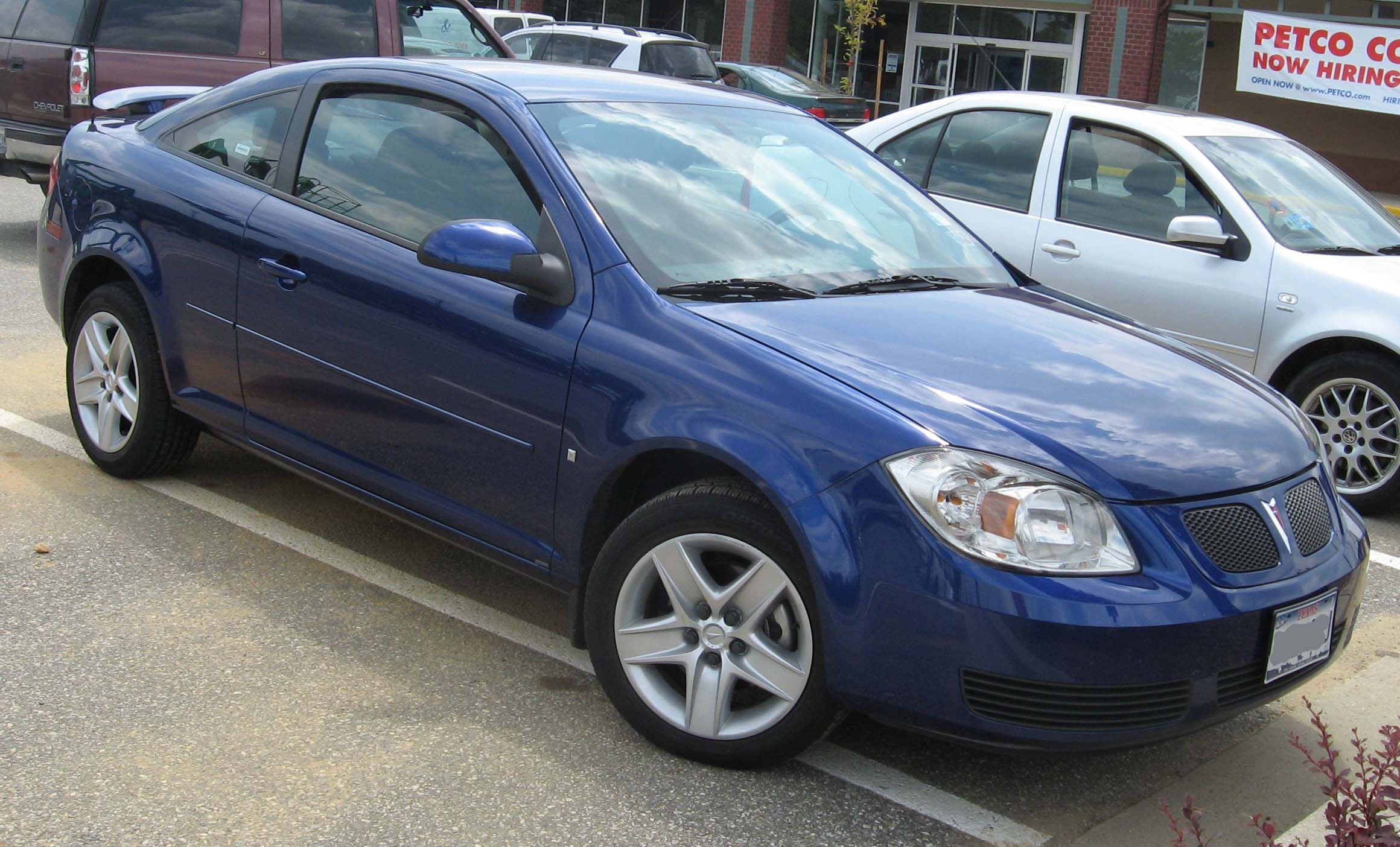
Pontiac G5 Coupe del 2007

El Pontiac G5 és un cotxe compacte presentat per Pontiac el 2004 com a model de l'any 2005 que substitueix al Pontiac Sunfire. Introduït al Canadà i a Mèxic com a Pontiac Pursuit i Pontiac G4 respectivament. A l'Agost del 2006 va presentar-se als Estats Units com a model de l'any 2007 amb el nom de G5. Degut a la duplicitat de noms, Pontiac va decidir que a partir del 2007 tots els Pontiac es vendrien sota el nom de Pontiac G5.
El G5 disposa de dos tipus de carrosseria diferent: sedan (per a Mèxic i el Canadà) i coupe. El xassís del G5 està basat en la plataforma Delta de GM, compartida per altres models de GM com el Chevrolet HHR, Chevrolet Cobalt, Saturn ION i el Saturn Astra. Tots els G5 són fabricats a la planta de Lordston, Ohio.

## Característiques

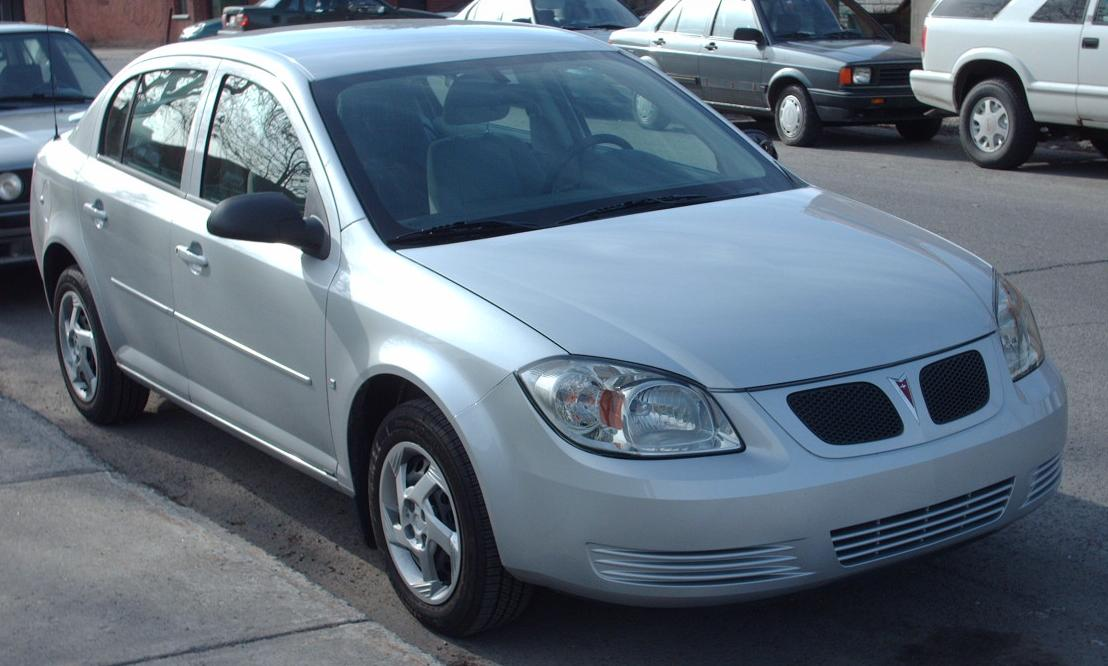
Pontiac G5 Sedan del 2007

El Pontiac G5 comparteix molts components amb el Chevrolet Cobalt. Les suspensions que munta són independents "McPherson strut" al davant i un eix semi-independent amb barra de torsió és l'opció per la suspensió posterior. La direcció és assistida elèctricament i respecte de les caixes de canvi, ofereix una manual de 5 velocitats Getrag F23 i una automàtica de 4 velocitats 4T45.
Mides del G5:
Batalla (Wheelbase): 2,624 m (coupe); 2,620 m (sedan)
Llargada (Length): 4,585 m (coupe); 4,580 m (sedan)
Amplada (Width): 1,725 m
Alçada (Height): 1,411 m (coupe); 1,450 m (sedan)
Pes (Curb weight): 1730–1750 kg
Capacitat del dipòsit: 49 l (13 galons EUA)

### Diferències en equipament
Sobta veure com en funció de quin mercat es ven el G5 pot arribar a variar tant els nivells d'equipament, en un comparatiu ràpid, als EUA s'ofereix en 1 carrosseria i 2 paquets; a Mèxic, 2 carrosseries i 4 paquets; al Canadà, 2 carrosseries i 6 paquets:
- EUA: Coupe, associat a un motor 2.2L i GT Coupe, associat a un motor 2.4L.
- Mèxic: Paquet D, Paquet E, Paquet G (Sedan GT) i Paquet G (Coupe TM GT).
- Canadà: Sedan, SE Sedan, GT Sedan, Coupe, SE Coupe i GT Coupe.

En seguretat, la NHTSA ha qualificat el G5 del 2007 de 2 portes amb 4 estrelles (conductor) i 5 estrelles (passatger) en el xoc frontal i 3 estrelles (conductor) i 4 estrelles (passatger) en xoc lateral.

## Motors
Mecànicament s'ofereixen 2 motors (al Cobalt en són 3):
| Any             | Motor               | Potència | Torsió  |
| --------------- | ------------------- | -------- | ------- |
| 2005–2006       | 2.2 L Ecotec L61 L4 | 145 cv   | 210 N·m |
| 2007-actualitat | 2.2 L Ecotec L61 L4 | 148 cv   | 210 N·m |
| 2005-2006       | 2.4 L Ecotec LE5 L4 | 171 cv   | 221 N·m |
| 2007-actualitat | 2.4 L Ecotec LE5 L4 | 173 cv   | 221 N·m |

## Informació mediambiental
El G5 2007 amb motor 2.2L i caixa manual té uns consums de 25 mpg ciutat/34 mpg autopista, l'equivalent a 6,9 l/100 per autopista i 9,4 l/100 per ciutat. Sobre emissions, el Cobalt emet 6,1 tones de CO₂ a l'atmosfera anualment.